# Кичкирі
Кичкирі́ — село в Україні, у Радомишльській територіальній громаді Житомирського району Житомирської області. Населення становить 552 особи (2001).

## Історія
За даними Леонтія Похилевича, назва села походить від Київського боярина Качкара, що жив у 12 столітті. 1864 року у Кичкирях налічувалося 433 мешканці. У 1770 році було збудовано, а 29 серпня 1771 року — освячено Покровську церкву. 1894 року замість старої церкви було збудовано нову. Остання була знищена у радянський час.
Значення села дуже зросло на початку 1860-х років, після запровадження волосного поділу. Село стає волосним центром Кичкирівської волості, що 1900 року має площу майже 367 км² та населення 15 118 осіб. Всього до складу волості входило 48 поселень, причому серед них були поселення, які сьогодні є складовими частинами Радомишля, а на той час були його передмістями (Микгород, Папірня, Рудня).
На 1900 рік у селі мешкало 782 особи, було 139 дворів. Діяли церква, церковно-парафіяльна школа, водяний млин. Як волосний центр, село мало приймальний покій, тут перебував фельдшер. Діяла казенна винна лавка, існував пожежний обоз. 1913 року у Кичкирях згадується ще й сільський банк.
З 1923 року коли було скасовано волосний поділ та запроваджено сільські ради, Кичкирі стали центром сільської ради.
16 травня 2017 року включене до складу новоутвореної Радомишльської територіальної громади Радомишльського району Житомирської області. Від 19 липня 2020 року, разом з громадою, в складі новоствореного Житомирського району Житомирської області.

## Відомі люди
- Матвієнко Єлизавета Матвіївна (1895—1973) — радянський геолог.
- Матвієнко Оникій Матвійович (1899—1938) — український мовознавець.